# Kammarkören Sångkraft
Kammarkören Sångkraft är sedan mitten av 1970-talet en välkänd profil i Umeås kulturliv och svenskt körliv. Kören behärskar en bred repertoar - konstmusik, jazz och folkton - som sträcker sig över flera seklers vokala kompositioner. Kören grundades av Nils-Erik Öhman, som med sin smakfulla känsla och musikaliska inlevelse lade grunden för det speciella "sound" som kören är känd för.
Sommaren 1985 blev Kammarkören Sångkraft totalvinnare vid österrikiska Spittal International Choral Competition.
Sedan 1990 är Leif Åkesson körens dirigent och konstnärlige ledare och under hans ledning har kören utvecklats till en kör av professionell rang. 
I december 1997 vann Kammarkören Sångkraft specialklassen i tävlingen "Toner för miljoner", det svenska mästerskapet i körsång. 
I juli 2000 vann kören den prestigefyllda internationella körtävlingen "Llangollen International Musical Eisteddfod" i Wales, och korades därmed till Choir of the World. 
I den internationella tävlingen "Musica Sacra di Roma", sommaren 2009, vann kören både klassen "Nutida sakral musik", samt "Gospel & spirituals". Tävlingen avslutades med Grand Prix-final, med fyra körer, där Sångkraft till slut utsågs till vinnare. Dirigent Leif Åkesson vann priset för bästa dirigent.
2011 vann kören priset för bästa "Vocal Pop & Vocal Jazz, Gospel & Spiritual" i tävlingen "Grand Prix of Choral Music" i Graz.
Kammarkören Sångkraft har under åren haft betydande musikaliska samarbeten. Nämnas kan Symfoniorkestern vid Norrlandsoperan med gästdirigenter som Tönu Kaljuste, James McMillan och Andrea Quinn. Spännande möten har också skett med bl.a. The Real Group och Global Percussion Network.
Kammarkören Sångkraft finns idag med på den internationella organisationen INTERKULTUR:s internationella rankning av världens 1000 bästa körer, och låg oktober 2013 på en 22:a plats.
18 oktober 2013 tilldelades Leif Åkesson utmärkelsen Årets Körledare 2013. Priset delades ut av Sveriges Körledare, i samarbete med Inge och Einar Rosenborgs stiftelse och Gehrmans musikförlag. 

## Diskografi
- A capella genom fyra sekler (1998)
- Sakralt (2000)
- Audete, Gaudete – julmusik med Kammarkören Sångkraft (2001)
- Mare Balticum (2006)
- Uti Vår Hage (2008, samlingsskiva)
- Jul i Björkarnas stad (2010)